# Grand Prix Velké Británie 1966
Grand Prix Velké Británie 1966 (oficiálně XIX RAC British Grand Prix) se jela na okruhu Brands Hatch v Kentu ve Velké Británii dne 16. července 1966. Závod byl čtvrtým v pořadí v sezóně 1966 šampionátu Formule 1.

## Závod
| Poř.   | No. | Jezdec         | Konstruktér         | Počet kol | Čas/Odstoupení | Pořadí na startu | Body |
| ------ | --- | -------------- | ------------------- | --------- | -------------- | ---------------- | ---- |
| 1      | 5   | Jack Brabham   | Brabham-Repco       | 80        | 2:13:13.4      | 1                | 9    |
| 2      | 6   | Denny Hulme    | Brabham-Repco       | 80        | + 9.6          | 2                | 6    |
| 3      | 3   | Graham Hill    | BRM                 | 79        | + 1 kolo       | 4                | 4    |
| 4      | 1   | Jim Clark      | Lotus-Climax        | 79        | + 1 kolo       | 5                | 3    |
| 5      | 11  | Jochen Rindt   | Cooper-Maserati     | 79        | + 1 kolo       | 7                | 2    |
| 6      | 14  | Bruce McLaren  | McLaren-Serenissima | 78        | + 2 kola       | 13               | 1    |
| 7      | 7   | Chris Irwin    | Brabham-Climax      | 78        | + 2 kola       | 12               |      |
| 8      | 22  | John Taylor    | Brabham-BRM         | 76        | + 4 kola       | 16               |      |
| 9      | 25  | Bob Bondurant  | BRM                 | 76        | + 4 kola       | 14               |      |
| 10     | 19  | Guy Ligier     | Cooper-Maserati     | 75        | + 5 kol        | 17               |      |
| 11     | 24  | Chris Lawrence | Cooper-Ferrari      | 73        | + 7 kol        | 19               |      |
| NC     | 21  | Bob Anderson   | Brabham-Climax      | 70        | Neklasifikován | 10               |      |
| NC     | 20  | Jo Siffert     | Cooper-Maserati     | 70        | Neklasifikován | 11               |      |
| Ret    | 12  | John Surtees   | Cooper-Maserati     | 67        | Řazení         | 6                |      |
| Ret    | 18  | Jo Bonnier     | Brabham-Climax      | 42        | Spojka         | 15               |      |
| Ret    | 2   | Peter Arundell | Lotus-BRM           | 32        | Převodovka     | 20               |      |
| Ret    | 4   | Jackie Stewart | BRM                 | 17        | Motor          | 8                |      |
| Ret    | 17  | Mike Spence    | Lotus-BRM           | 15        | Únik oleje     | 9                |      |
| Ret    | 16  | Dan Gurney     | Eagle-Climax        | 9         | Motor          | 3                |      |
| Ret    | 23  | Trevor Taylor  | Shannon-Climax      | 0         | Motor          | 18               |      |
| Zdroj: |     |                |                     |           |                |                  |      |

## Průběžné pořadí po závodě
Pohár jezdců
|        | Pořadí | Jezdec          | Body |
| ------ | ------ | --------------- | ---- |
|        | 1      | Jack Brabham    | 21   |
| 3      | 2      | Jochen Rindt    | 11   |
| 5      | 3      | Denny Hulme     | 10   |
| 2      | 4      | Lorenzo Bandini | 10   |
| 2      | 5      | John Surtees    | 9    |
| Zdroj: |        |                 |      |

Pohár konstruktérů
|        | Pořadí | Konstruktér     | Body |
| ------ | ------ | --------------- | ---- |
| 1      | 1      | Brabham-Repco   | 21   |
| 1      | 2      | Ferrari         | 21   |
|        | 3      | BRM             | 13   |
|        | 4      | Cooper-Maserati | 11   |
| 1      | 5      | Lotus-Climax    | 3    |
| Zdroj: |        |                 |      |